# Rudi Weissenstein
Shimon Rudolf Weissenstein, beter bekend als Rudi Weissenstein (Hebreeuws: רודי ויסנשטין) (Jihlava, 17 februari 1910 - Tel Aviv, 20 oktober 1992), was een Israëlische fotograaf. Hij is vooral bekend om zijn uitgebreide documentatie van het dagelijks leven van immigranten die in jaren '30 en '40 naar Mandaatgebied Palestina kwamen. De enige foto's van de Israëlische onafhankelijkheidsverklaring door David Ben-Gurion in 1948 zijn van Weissenstein. Zijn collectie zou ongeveer een kwart miljoen negatieven omvatten.

## Biografie
Weissenstein werd in 1910 geboren in de Boheems-Moravische stad Jihlava. Van 1929 tot 1931 leerde hij voor boekdrukker aan de Höhere Graphische Bundes-Lehr- und Versuchsanstalt in Wenen. Daarna vervulde hij zijn militaire dienstplicht in het Tsjechoslowaakse leger en werkte vervolgens als fotograaf bij Praagse en Weense kranten.
Vanaf 1934 plande Weissenstein zijn emigratie naar Eretz Yisrael en verliet hij Europa eind 1935. Hij kwam aan in Jaffa, vertrok aanvankelijk naar een kibboets, waar hij slechts één dag verbleef en meteen besloot zich in Tel Aviv te vestigen. Al snel werd Weissenstein een van de meest toonaangevende fotografen van het land. In het eerste jaar fotografeerde hij onder meer de straten van Tel Aviv, het stadsleven, het eerste museum, immigrantenschepen en de begrafenis van Meir Dizengoff, de oprichter en eerste burgemeester van Tel Aviv.

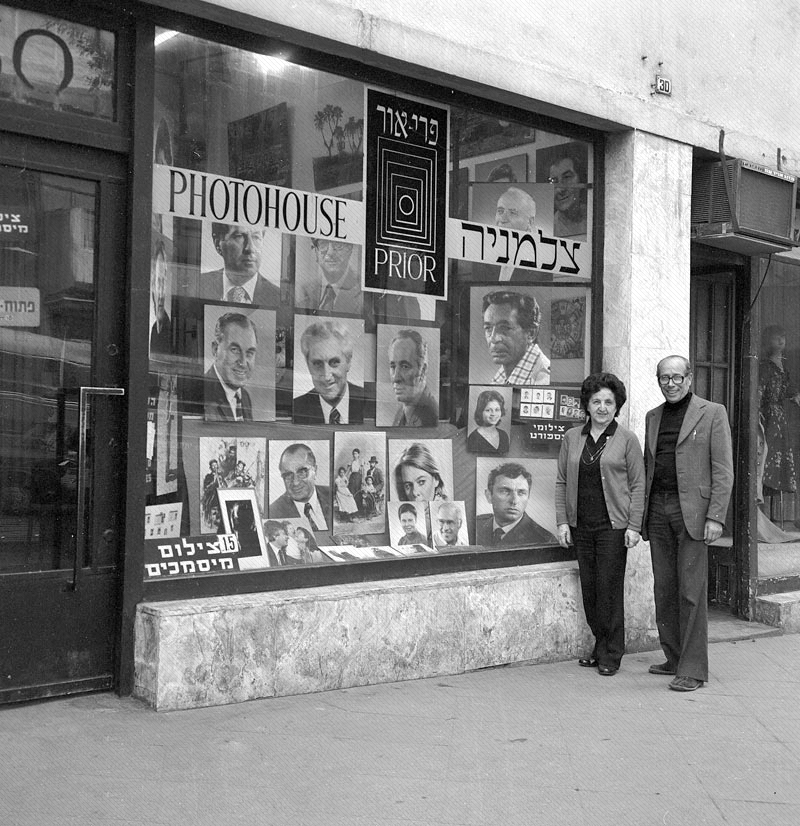
Rudi en Miriam Weissenstein voor hun fotowinkel, november 1979.

Met het uitbreken van de Tweede Wereldoorlog reisde Weissenstein door het land en fotografeerde hij onder meer nieuwe nederzettingen. Deze foto's werden vervolgens verspreid onder joodse gemeenschappen in het buitenland, om joodse emigratie te stimuleren.

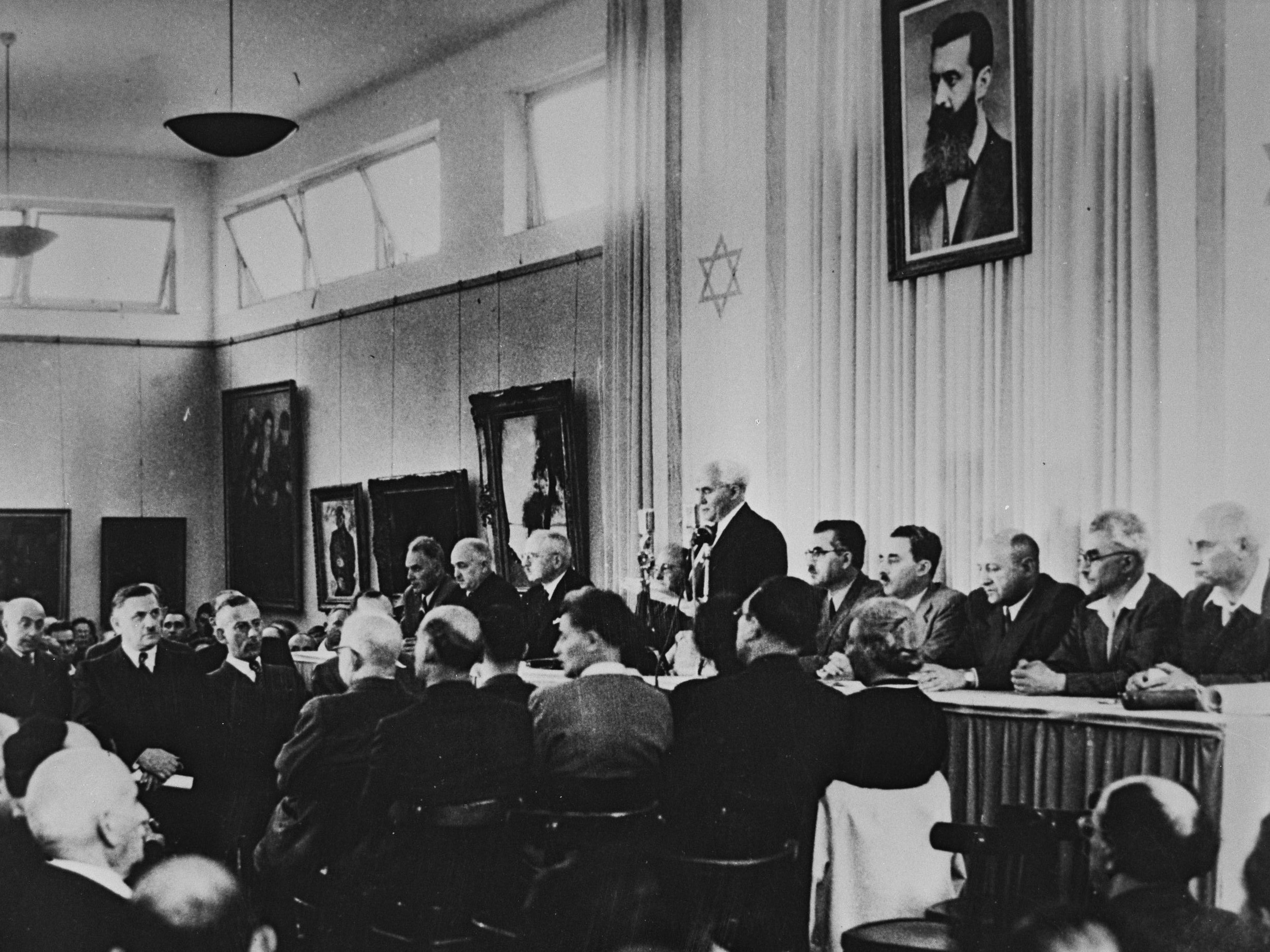
De ceremonie van de onafhankelijkheidsverklaring, 14 mei 1948.

In 1940 trouwde hij met Miriam Arnstein (1913-2011), die dans en acrobatiek in Wenen had gestudeerd. Aan het Mugrabi-plein in Tel Aviv opende het echtpaar hun eigen fotowinkel, HaMatzlema (המצלמה, 'De Camera'). Later werd de naam in Pri-or Photo House veranderd. Veel vooraanstaande figuren lieten zich er portretteren. In de beginjaren van de staat Israël documenteerde Weissenstein de massale immigratie en snelle bevolkingsgroei. Tevens was hij de enige aanwezige fotograaf tijdens de onafhankelijkheidsverklaring in 1948.
Na zijn dood bleef zijn weduwe Miriam, die inmiddels bejaard was, de winkel runnen. In het jaar dat Miriam zou komen te overlijden, regisseerde Tamar Tal de documentaire Hatzalmania (הצלמניה, 'De Fotograaf'). Het volgt de hoogbejaarde winkeleigenaresse en haar kleinzoon Ben Peter, die probeert de fotowinkel van de sloop te redden. De documentaire, die in het Engels de titel Life in Stills draagt, won het filmfestival DocAviv 2011.
Vandaag de dag doet Pri-Or Photo House dienst als archief en zijn er veel werken te koop, in de vorm van onder meer prints, fotoboeken, kalenders en ansichtkaarten.

## Galerij

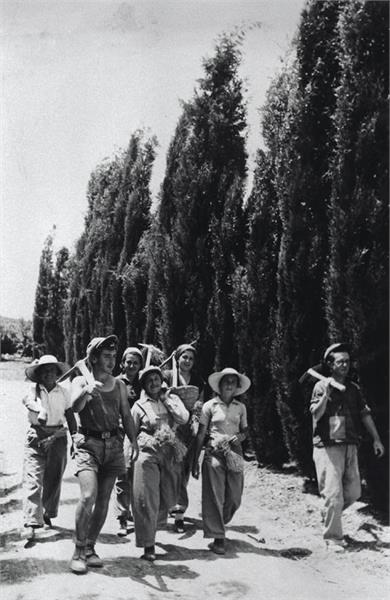
Arbeiders op de kibboets Mishmar HaEmek, 1937.
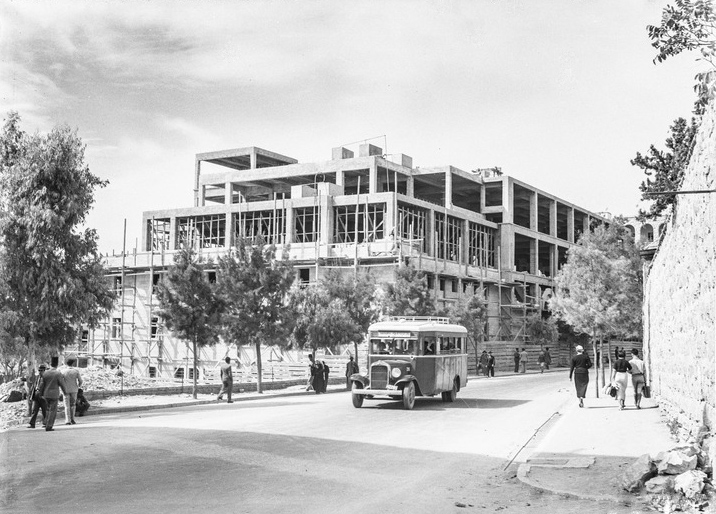
Het postkantoor in Jeruzalem ten tijde van de bouw, 1936.
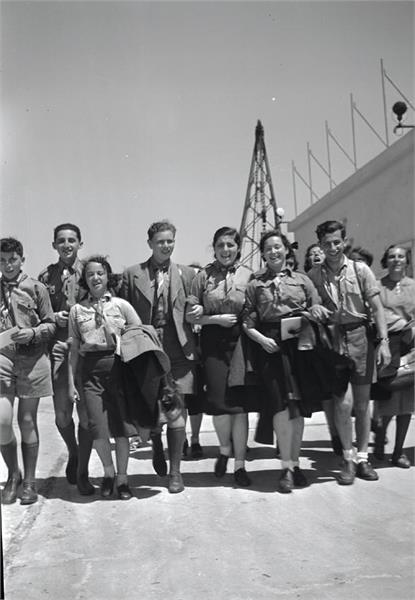
Jeugd uit Duitsland, 1939.
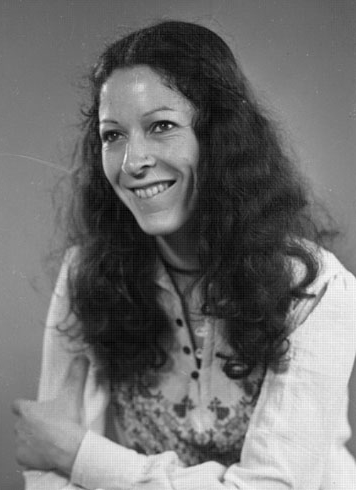
De Israëlische zangeres Yehudit Ravitz, 1977.